# Girls' Frontline 2: Exilium
Girls' Frontline 2: Exilium (кит. трад. 少女前線2：追放, спр. 少女前线2：追放, піньїнь: Shàonǚ Qiánxiàn 2: Zhuīfàng) — це покрокова тактична стратегічна гра, розроблена китайською студією MICA Team, де гравці керують загонами андроїдних персонажів, відомих у ігровому світі як T-Dolls, озброєних вогнепальною та холодною зброєю. Це продовження гри Girls' Frontline, дія якого розгортається через десять років після закінчення подій попередньої гри. Гра була випущена на континентальному Китаї 21 грудня 2023 року, а потім вийшла по всьому світу 3 грудня 2024 року (видана компанією Darkwinter Software) або 5 грудня 2024 року (видана компанією HaoPlay), залежно від регіону.

## Геймплей
Ігровий процес у Girls' Frontline 2 обертається навколо ізометричних покрокових тактичних боїв, схожих на такі ігри, як XCOM, Disgaea та Shadowrun. Гравець керує загоном юнітів з метою виконання місій на тактичній карті, що включає знищення ворожих юнітів, захоплення стратегічних точок, виживання під хвилями ворожих атак або евакуацію всіх юнітів до точки вилучення. Ці ігрові юніти, які є бойовими андроїдами, відомі в ігровому світі як T-Dolls, гравець отримує через систему гача, схожу на Genshin, з звичайними та сезонними банерами подій, використовуючи внутрішньоігрову валюту. T-Dolls являють собою андроїдів жіночого роду в стилі аніме, дизайн персонажів яких надихнений реальними вогнепальними знаряддями.
T-Dolls класифікуються на чотири різні класи, а саме:
- Страж (Sentinel): Основні шкодувальники[ru] з високим DPS
- Бастіон (Bulwark): Танки з високою живучістю та захисними здібностями
- Підтримка (Support): Юніти з можливостями лікування[ru] та посилення[ru]
- Авангард (Vanguard): Юніти з високою мобільністю, здатні проводити маневри обходу[ru] супротивників у укритті

Крім стандартної атаки та пасивної здібності, у T-Dolls є спеціальні активні здібності, які споживають індекс конференції для використання, аналогічно до очків здібностей у стандартних рольових іграх, і забезпечують унікальні наступальні або оборонні можливості, залежно від T-Doll. Індекс конференції може відновлюватися з часом або через використання певних активних здібностей.
Усі юніти, як керовані гравцем, так і супротивником, мають індекс стабільності, який поступово знижується при отриманні атак від інших юнітів; коли він досягає нуля, відбувається зрив стабільності, що зменшує ефективність укриттів на полі бою. Бойова карта пропонує локації з різною ступенем укриття, що зменшує отриманий юнітами урон, і гравець може послабити ефект ворожого укриття, використовуючи позиціонування для обходу, атаки по площі, ближній бій, підвищені тайли, які скасовують ефективність укриття, або знижуючи індекс стабільності ворожої юніти до нуля. Інші форми впливу на оточуюче середовище на карті включають небезпечні тайли, що наносять урон або застосовують негативні ефекти статусів, та інтерактивні важелі, які змінюють ліфти, конвеєри або турелі на полі бою.
Бойові здібності T-Dolls можуть бути посилені за рахунок підвищення рівня тренування, зміни зброї та комплектації, зміцнення T-Doll за допомогою дублікатів, отриманих через систему гача, розблокування вузлів покращення на нейронній спіралі кожної T-Doll та оснащення ключами, які вносять модифікації в здібності або статистику.
Коли гравець не в бою, він може відвідувати T-Dolls у їхньому гуртожитку, щоб спостерігати за їхнім повсякденним життям і дарувати їм подарунки для підвищення їхнього рівня прихильності, що дає невелике збільшення статистики в бою. За межами основної гри гравець також може читати додаткову інформацію про світ гри за допомогою меню «Traceback».

## Сеттинг
Гра розгортається через десять років після подій фінальної кампанії Girls' Frontline. Бойові T-Dolls, які раніше ідентифікувалися виключно за назвами зброї, вбудованої в їхні ядра керування вогнем, починають обирати нові, більш людські особисті імена як позивні, з особистих або професійних причин. Оскільки приватна військова компанія «Griffin & Kryuger» проходить через процес розпуску та реорганізації, багато T-Dolls опиняються в інших організаціях або влаштовуються на цивільне життя. У цей же час, коли URNC зростає в розмірах і силі, вона починає здійснювати великий проект з очищення зон, заражених радіацією Колапсу, для відновлення людського поселення.
Гравець бере на себе роль «Командира», який у кінці попередньої гри вийшов на пенсію з ПВК «Griffin & Kryuger» після катастрофічної військової операції у Франкфурті і потім був змушений тіньовими членами Россартриста підписати контракт, що забороняє йому контактувати зі своїми колишніми підлеглими T-Dolls з ПВК «Griffin & Kryuger», і вигнати себе до зараженої зони як умови для уникнення смерті. Там Командир стає мисливцем за головами, виконуючи різні завдання за винагороду, подорожуючи в мобільному будівельному автомобілі під назвою «Elmo» в супроводі команди з трьох T-Dolls і механіка на ім'я Мейлінг.
Під час завдання з доставки вантажу, виданого BRIEF, команда Командира зазнає нападу бандитів Варяг. Після втечі з бою вони поповнюють запаси у чорного торговця на ім'я Полудниця, яка ділиться інформацією про підозрілу природу цього завдання. Вирішивши направитися до Великої Стіни Залізниці на краю зараженої зони, команда Командира робить гак через Порт Вест, область з ворожим ландшафтом, сповнену ELIDs, у спробі знищити переслідувачів Варяг. Там вони зустрічають Кольф, цивільну медичну Doll підтримки, яка просить приєднатися до команди та модифікувати своє тіло за допомогою ядра керування вогнем. Невідомо для команди, той же клієнт, який доручив доставку вантажу, також найняв бандитів Варяг, щоб усунути Командира і отримати вантаж.
Під час перевірки вантажу, який потрібно доставити, команда Командира виявляє всередині коробки дівчинку на ім'я Хелена, яка є об'єктом людських експериментів, здається, нечутлива до негативних ефектів радіації Колапсу. Клієнт зв'язується з командою, запрошуючи зустрітися за вказаними координатами. В цей час, у розмові, колишній колега з ПВК «Griffin & Kryuger», Каліна, інструктує Командира зустрітися з нею в ODE-01, супутниковому місті в Одесі, і команда Командира розділяється. Коли T-Dolls досягають точки зустрічі, їх підстерігають засідки від клієнта, але після перестрілки клієнт заарештований. Проте клієнт швидко врятований ворожою T-Doll на ім'я Секстан, і вони втікають. Одночасно Каліна розкриває Командиру, що вона тепер працює в Адміністрації немілітаризованих сил URNC, і саме вона видала це завдання для безпечного забезпечення людського зразка.
Один із підлеглих T-Dolls Каліни, Ленна, помічає поліцію, що прямує заарештувати Командира, змушуючи його тікати і втратити Хелену в процесі. Ленна пояснює, що Група Жирар, великий конгломерат з виробництва машин, пов'язаний з людським зразком. Воссоединившись з командою, вони штурмують об'єкт, де клієнт тримав Хелену, і потім рятуються на машині, намагаючись сісти на поїзд до Києва, але натрапляють на іншу ворожу T-Doll, Дартуру, яка атакує. Поліцейські з Одеси, під командуванням клієнта, захоплюють офіс Каліни і готуються до її швидкої страти, але це припиняється Ленною, яка прибуває в останній момент на бойовому гелікоптері.
Після втечі з Одеси, Командир, здається, отримує повідомлення від Каліни, вказуючи, що місце зустрічі змінено на покинутий завод у Жовтій Зоні. В кінцевому підсумку виявляється, що їхні комунікації були скомпрометовані, і вони потрапляють у пастку, встановлену Дартурою. Перемігши Дартуру в перестрілці, Каліна телефонує, просячи Командира продовжити шлях до Києва та поповнити запаси у чорного торговця на ім'я Сага по дорозі. Команда натрапляє на табір Варяг у Біхорі і швидко їх придушує, лише щоб виявити, що ті ж бандити нападають на табір Саги. Під час зустрічі з членом секти Paradeus у каптурі, Кольф таємно відділяється від решти команди. Команда, сподіваючись знайти Кольф, виявляє, що Paradeus діє з кластерів людських поселень у зараженій зоні. Кролик і Веплей знаходять Кольф серед юрби послідовників Paradeus у каптурах на покинутій фабриці, прагнучи помститися за своїх загиблих раніше товаришів. Переслідувані розгніваними послідовниками, вони здійснюють втечу, при цьому Гроза і Немезида прибувають, щоб допомогти.
Під час розвідки, Кролик і Немезида помічають фігуру лідера Paradeus на ім'я Нитер, яку вони потім захоплюють і доставляють на мобільний будівельний автомобіль «Elmo». Побачивши руку Нитер, Командир ідентифікує її як наполовину людина, наполовину робот Nyto, часто використовуваний Paradeus. Нитер помічає контрольну панель мобільного будівельного автомобіля і намагається віддалено зламати її систему, зумівши вирватися з захоплення Кролика, що призводить до короткої сутички в операційній кімнаті, перш ніж її знову придушили. Після зміни плану, група вирішує прикріпити до Нитер трекер і відпустити її, з метою знайти найближче зібрання Paradeus. Хелена наполягає піти разом, коли вони проникають на зібрання під виглядом людей у каптурах, і знаходять Крифіума, колишнього Варяга та ціль помсти Кольф, присутнього на процесії, що проходить там. Під час процесії, здається, один з членів культу виліковується від симптомів ELID, однак команда швидко розкривається, коли процесія викликає трансформацію тіла Крифіума, який починає без розбору атакувати послідовників, в той час як Хелена поступово хворіє і її автономна система оборони відкриває вогонь по натовпу. Кольф намагається допитати Крифіума, який залишається нечутливим, до її розчарування. В розпал хаосу Секстанс розкриває себе і переслідує команду, яка рятується з місця подій на повітряному дроні і повертається до мобільного будівельного автомобіля «Elmo».
Після брифінгу по місії Грози, команду перериває прибуття Секстанс, яка переслідує мобільний будівельний автомобіль «Elmo» разом з групою членів Paradeus; Секстанс демонструє значні пошкодження по всьому своєму каркасу і, здається, не пам'ятає про своє минуле. Ленна зв'язується з Командиром з оновленням ситуації і закликає Данделіона допомогти команді, який потім проникає в системи мобільного будівельного автомобіля «Elmo». Після того, як Секстанс придушена командою, Ленна повідомляє Командиру про прохання Каліни передати Хелену персоналу Адміністрації немілітаризованих сил у Львові, а також про прохання Загону 404, колишніх підлеглих Командира з ПВК «Griffin & Kryuger», про допомогу в бою, що призводить до рішення розділити команду мобільного будівельного автомобіля «Elmo», щоб Гроза могла слідкувати за Секстанс. Данделіон захоплює тіло робота Dinergate, щоб супроводжувати Командира, Хелену і Кольф до Львова, і під час подорожі на повітряному дроні Хелена знову хворіє, пошкоджуючи дрон своєю автономною системою оборони; літальний апарат втрачає стабільність польоту, і Хелена випадає. В цей же час відбувається перестрілка між підрозділами ПВК і великомасштабним ELID на відстані. Дрон здійснює аварійну посадку, і група швидко опиняється оточеною наближаючимися ворожими силами ПВК, однак великий ELID несподівано кидається на групу Командира, врізаючись у будівлю, де вони сховалися. Очухавшись, Командир зустрічається з Хеленою, яка відкопує їх з-під уламків вручну. Разом з Данделіоном група направляється до найближчого підземного тунелю для укриття, лише щоб виявити там об'єкт людських експериментів Paradeus.

## Персонажі

### Ігрові персонажі

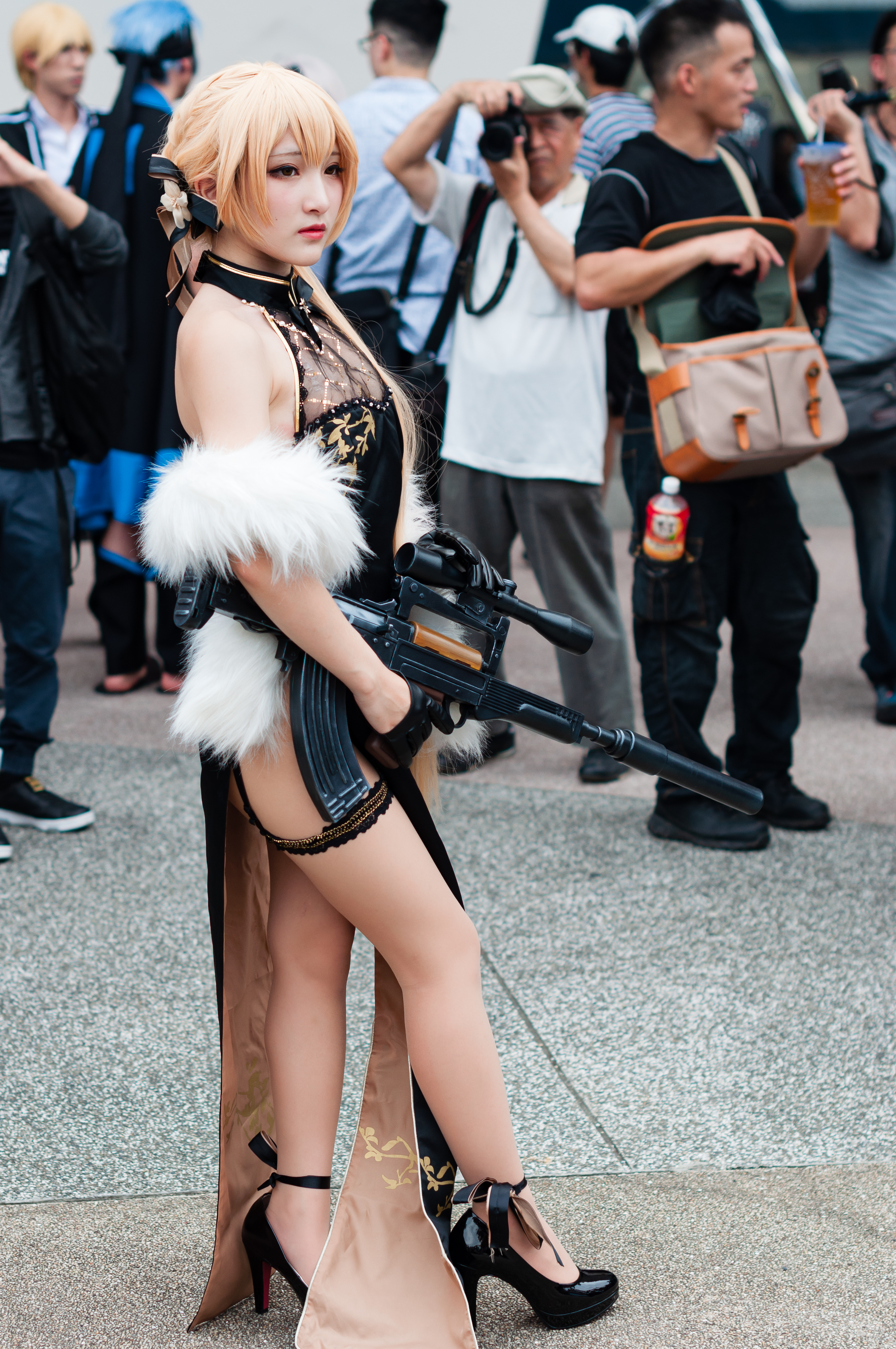
Косплей Грози

Гроза (кит. спр. 闪电, піньїнь: Shǎndiàn; вимоваⓘ)
Сейю: Zhang Jen (китайська); Іноуе Маріна (японська); Лі Де-ун (корейська): T-Doll, озброєна ОЦ-14 «Гроза», первісно афілійована з ПВК «Griffin & Kryuger» до того, як була присвоєна для питань державної безпеки після розпуску ПВК, яку Командир первісно знайшов пошкодженою під купою уламків. Гроза не може згадати жодних спогадів до того, як була активована Командиром.
Немезида (кит. спр. 纳美西丝, піньїнь: Nàměixīsī; вимоваⓘ): Сейю: Qin Ziyi (китайська); Ендо Ая (японська); Шин На-рі (корейська): T-Doll, озброєна OM 50 Nemesis, яка виконує роль снайпера в команді. У неї пошкоджений модуль мови, і в результаті вона може говорити лише загадковими віршами.
Кролик (кит. спр. 克罗丽科, піньїнь: Kèluólìkē; вимоваⓘ): Сейю: MAO (китайська); Охара Саяка (японська); Сон Ха-рім (корейська): T-Doll з вухами зайця, озброєна клинком для ближнього бою. Крім бойових обов'язків, вона виконує роль неофіційного перекладача для Немезиди в команді.
Кольф (кит. спр. 寇尔芙, піньїнь: Kòuěrfú; вимоваⓘ): Сейю: Shi Haku (китайська); Озора Наомі (японська); Сон Є-вон (корейська): Колишня цивільна медична T-Doll, яка приєднується до команди Командира після того, як її весь медичний полк був знищений атакою ELID, вона вижила як єдиний виживший. Озброєна Taurus Curve.
Веплей (кит. спр. 维普蕾, піньїнь: Wéipǔlěi; вимоваⓘ): Сейю: Cotton Candy (китайська); Харада Хітомі (японська); Чон Хе-вон (корейська): Співаюча T-Doll-ідол, передана Командиру чорним торговцем Сагою. Озброєна Вепрь-12.

### Підтримувальні персонажі

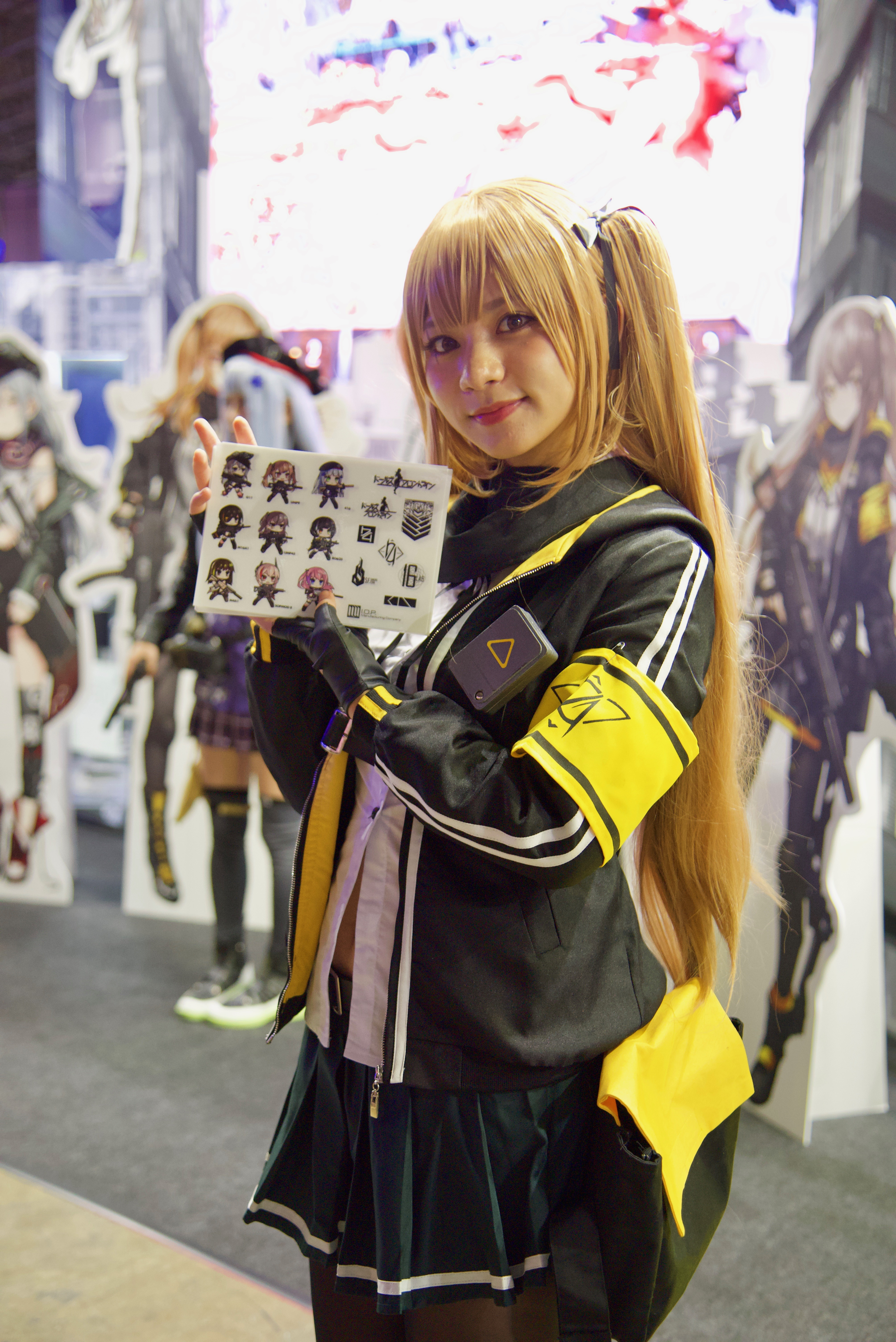
Косплей Ленни

Мейлінг (кит. спр. 美玲, піньїнь: Měilíng; вимоваⓘ): Сейю: Liu Wen (китайська); Асахіна Мадока (японська); Кім Ха-ру (корейська): Механік мобільного будівельного автомобіля «Elmo», який використовується Командиром як далекий транспорт та оперативна база.
Каліна (кит. спр. 格琳娜, піньїнь: Gélínnà; вимоваⓘ): Сейю: Tsumao (китайська); Тояма Нао (японська); Лі Джи-хюн (корейська): Колишній колега Командира з ПВК «Griffin & Kryuger», яка тепер стала бюрократом в Адміністрації немілітаризованих сил.
Ленна (кит. спр. 莱娜, піньїнь: Láinà; вимоваⓘ): Сейю: Hou Xiaofei (китайська); Ното Маміко (японська); Лі Сае-ах (корейська): Раніше відома як UMP9 у Girls' Frontline і до зміни імені, Ленна є бойовою T-Doll, колишньою підлеглій Командира в ПВК «Griffin & Kryuger», тепер підзвітна Каліні, поряд зі своєю сестрою Левою (раніше відома як UMP45 у Girls' Frontline).
Данделіон (кит. спр. 丹德莱, піньїнь: Dāndélái; вимоваⓘ): Штучний інтелект ОГАС, народжений з нейронної хмари M4A1 та розвиваючий власну незалежну волю в попередній грі, який проникає в системи мобільного будівельного автомобіля «Elmo» та надає допомогу Командиру, спеціалізуючись на електронній війні та обробці даних.
Полудниця (кит. спр. 佩妮泽, піньїнь: Pèinīzé; вимоваⓘ): Відомий чорний торговець у Східній Європі.
Сага (кит. спр. 萨珈, піньїнь: Sàjiā; вимоваⓘ): Чорний торговець, базований біля Чорного моря.

### Сезонні подій персонажі
Ульрид (кит. спр. 乌尔丽德, піньїнь: Wūěrlìdé; вимоваⓘ): Сейю: Ju Huahua (китайська); Сайто Юка (японська); Мун Ю-чжон (корейська): T-Doll ближнього бою, озброєна langes Messer, і протагоніст тимчасової події «Мандрівники Скляного острова». Як лідер бродячої спільноти обездолених T-Dolls десь між Отроковіце та Зліном у зараженій зоні, Ульрид стикнулася з загрозою того, що запаси її спільноти повільно вичерпуються, поки вони не виявили покинуту термоелектричну електростанцію, заражену ELID, що містить усе необхідне для їхнього виживання. За настановою Ульрид усі рішення в спільноті приймаються шляхом демократичного голосування, однак утримання багатьох T-Dolls і їх небажання вирушати в ризиковану експедицію за припасами на електростанцію створюють постійний конфлікт між Ульрид та іншими членами спільноти. Після вузького голосування, спільнота обстежує електростанцію, знаходячи велику кількість сільськогосподарських припасів та обладнання, в кінцевому підсумку дійшовши до висновку, що станція спочатку задумувалася як експериментальна споруда для вирощування рослин у зараженій зоні, і що ELID приваблювались до станції охолоджувальними вежами, що випромінюють радіацію Колапсу. Вони зазнають нападу з боку оборонних автоматів та загадкової T-Doll, яка охороняє експериментальну споруду, що призводить до значних втрат у спільноті. Після вимкнення охолоджувальних веж та усунення ворожої T-Doll, спільнота вирішує оселитися на електростанції.
Суомі (кит. спр. 索米, піньїнь: Suǒmǐ; вимоваⓘ): Сейю: Tao Dian (китайська); Тойосакі Акі (японська); Лі Бо-хі (корейська): T-Doll, озброєна Suomi KP/-31, первісно частина спільноти T-Dolls Ульрид, знайдена Командиром під час невдалої експедиції за припасами. Суомі спочатку налаштована русофобськи через спосіб проектування її нейронної хмари.
Маккіатто (кит. спр. 玛绮朵, піньїнь: Mǎqǐduǒ; вимоваⓘ): Сейю: Xie Ying (китайська); Томацу Харука (японська); Лі Мен-хо (корейська): Снайперська T-Doll, раніше відома як WA2000 у Girls' Frontline, і протагоніст тимчасової події «Квартет Рапсодії». Після подій попередньої гри, Маккіатто шукала притулку в кафе Зуккеро, кав'ярні, розташованій у супутниковому місті CHE-02 у Черкасах, керованій Спрингфілд і укомплектованій T-Dolls, очікуючи закінчення контракту Командира. Одного разу, повертаючись з покупок, інші T-Dolls із Зуккеро, Шаркри та Центавріссі, стикаються з інцидентом, коли охоронні роботи, здавалося б, збожеволіли і нападають на автомобіль та його водія на вулиці. У метушні T-Dolls помилково приймають вантаж водія за свої покупки і усвідомлюють, що коробки, які вони принесли назад у кафе, містять зброю військового зразка. В наступному по CHE-02 вводиться надзвичайний комендантський час, і Лева зв'язується зі Спрингфілд, запитуючи допомоги в затриманні злочинців, які займаються контрабандою зброї. З метою вивезти контрабанду з кафе, щоб уникнути неприємностей з владою та кримінальними угрупованнями, Маккіатто перериває зв'язок між камерами безпеки в районі складів у Порту Вантин і серверами Департаменту громадської безпеки, в той час як Центавріссі перевозить коробки на сміттєвозі, однак невдовзі вони виявляють, що район патрулюється роботами безпеки, що належать контрабандистам зброї. Центавріссі затримується одним із найманців, але хитрістю переконує його, що вона була відправлена для доставки контрабанди. Коли її ведуть на вантажне судно, пришвартоване біля причалу, щоб зустрітися з головним, Маккіатто таємно слідує за нею, і починається перестрілка, коли маскування Центавріссі викрите водієм, який спочатку перевозив зброю, який впізнає її обличчя. Після зустрічі зі Спрингфілд і Шаркри, група розділяється, щоб переслідувати головаря та привернути увагу Департаменту громадської безпеки. Коли головар затриманий, поліцейські дрони наближаються до місця подій, і T-Dolls тікають водою.
Дайянь (кит. спр. 黛烟, піньїнь: Dàiyān; вимоваⓘ): Сейю: Liu Zhixiao (китайська); Тадзава Масумі (японська); Са Мун-юнг (корейська): T-Doll та бродяча музикантка гучжена, раніше відома як Type 95 у Girls' Frontline, і протагоніст тимчасової події «Серед крил відчаю». Подорожуючи разом з іншими T-Dolls, Цзянью та Чжаохуй, Дайянь стає свідком серії вибухів від атаки ELID, що пробиває карантинну стіну на міжконтинентальній залізничній станції, і виявляє пошкоджену Doll, що лежить без свідомості на землі. При перезавантаженні її каркасу, Doll виявляється Кольфом, яка пояснює, що була відділена від Командира і Хелени після атаки ELID. Дайянь розуміє, що командир Кольфа — той самий, який спочатку керував нею у ПВК «Griffin & Kryuger», і вирішує допомогти Кольфу знайти їх. Оскільки у Хелени є трекер, Кольф може визначити її місцезнаходження у найближчому підземному спорудженні. Пройшовши повз патрулюючих військових ПВК і досягнувши спорудження, група виявляє жахливу сцену з рослинністю, зробленою з м'яса по всіх коридорах, і скляні резервуари для людських експериментів з гравіруваннями Paradeus. Досягнувши величезної ями, команда стикається з культистами Paradeus, які здійснюють масове самогубство і скармлюють свої тіла гігантському ELID внизу. Після знищення ELID і витягування Хелени з його тіла, інший клон Хелени з'являється і розкриває, що численні клони спочатку були суб'єктами ритуалів Paradeus. Коли один із клонів Хелени збирається вбити іншого, Командир вривається і хапає Хелену, в той час як Данделіон вимикає систему оборони іншого клона Хелени. Після короткого возз'єднання між Командиром і колишніми T-Dolls з Griffin з групи Дайянь, коли ворожа ПВК штурмує спорудження, Командир отримує повідомлення від Маккіатто і Центавріссі, які відреагували на сигнал лиха, відправлений Данделіоном після аварії дрона, і також прямують до спорудження.
Душевная (кит. спр. 杜莎妮, піньїнь: Dùshānī; вимоваⓘ): Сейю: Wu Zheru (китайська); Озекі Ері (японська); Ой Ро-ах (корейська): Снайперська T-Doll з оголеними механічними суглобами, яка говорить манерами чунібьо, раніше відома як КСВК у Girls' Frontline, і протагоніст тимчасової події «Зупиночна станція». Відразу після завершення «Подорожніх Скляного острова», спільнота T-Dolls під керівництвом Ульрид починає очищати електростанцію від ворогів з наміром знайти притулок на станції. Душевная мучиться з рішенням, залишитися їй зі спільнотою, і, запитуючи Ульрид, чи є щось, чим вона могла б віддячити за гостинність спільноти, Ульрид пропонує їй запитати навколо, чи немає T-Dolls, яким потрібна її допомога. Під час спільного пошуку припасів, Лотта висловлює Душевній бажання відновити експериментальну ферму під електростанцією, а пізніше, допомагаючи Балтигльде забезпечити вилковий навантажувач із підземного спорудження, Душевная розкриває бажання Лотти Балтигльде. Хоча спочатку сумніваючись, що такий план може бути реалізований, Балтигльде розробляє план щодо повторного включення механізму станції для зниження радіації Колапсу після того, як Душевная ділиться експериментальними записами, які вона випадково отримала з серверів електростанції. Коли пара намагається перезапустити пристрій, активується оборонний автомат і розпізнає T-Dolls як порушників, однак автомат швидко знищують, коли Ульрид з'являється на місці. З пристроєм, який тепер можна перезапустити, Ульрид висловлює бажання, щоб Душевная залишилася зі спільнотою, на що вона погоджується.

## Розробка
Під час стриму у травні 2020 року, присвяченого четвертій річниці Girls' Frontline, продюсер гри Ючжунг оголосив про чотири нові ігри, що розробляються в рамках всесвіту Girls' Frontline. Girls' Frontline 2 було описано як тактична гра з механізмами дослідження та розвитку персонажів. Команда розробників спершу досліджувала різні потенційні жанрові напрямки, включаючи симулятори життя та стратегію в реальному часі, однак зрештою обрала покрокову тактичну гру, оскільки в розробників уже був досвід роботи з цим жанром, вони вважали його ідеальним для розповіді історій, і тому, що схеми керування для цього жанру інтуїтивно зрозумілі як на мобільних пристроях, так і на ПК.
У інтерв'ю 2021 року Ючжунг заявив, що Girls' Frontline 2 є першою спробою студії створити 3D-ігру. На відміну від більш простого дизайну попередньої гри, Girls' Frontline 2 використовує вільно регульовану третю особу з видом згори вниз. Команда розробників також об'єднала використання більш реалістичних фізично коректних візуалізацій для об'єктів і оточення з нефотореалістичною візуалізацією аніме-подібних персонажів в рамках естетики гри, гармонійно поєднуючи риси аніме і реалізму, не порушуючи занурення. Було створено бойові карти з різними внутрішніми та зовнішніми сценаріями, а також зміни часу доби та сезонів, щоб створити атмосферу реалізму для постапокаліптичного світу гри. У 2023 році компанія Sunborn Network Technology (материнська компанія MICA Team) подала патенти на різні компоненти рендерингу гри, включаючи «метод рендерингу панчіх» і «метод рендерингу ворсу на одязі персонажів», до Патентного відомства Китаю.
На основі відгуків гравців після початкового випуску гри в Китаї складність рівнів кампанії була знижена, а також були впроваджені різні оптимізації та покращення якості життя. На честь однорічного ювілею запуску гри в Китаї були оголошені нові функції, такі як повністю досліджувана, взаємодіюча база операцій, для майбутнього оновлення.
MICA Team в інтерв'ю заявили, що вартість розробки гри перевищує 100 мільйонів юанів (572 мільйони гривень). Термін розробки кожного окремого ігрового персонажа становить приблизно 6 місяців.

## Випуск
Розробка Girls' Frontline 2 була вперше оголошена у травні 2020 року, і гра отримала схвалення контенту від Головного управління у справах друку та видавництв КНР у березні 2023 року. Гра пройшла через кілька етапів закритого бета-тестування 29 червня 2021 року, 18 жовтня 2021 року, 20 липня 2023 року та 28 вересня 2023 року, і була випущена в Китаї 21 грудня 2023 року.
Англійська локалізація гри була оголошена 20 липня 2024 року, з початком попередньої реєстрації 24 вересня 2024 року. Гра була випущена у Північній Америці, Австралії, Новій Зеландії, Ірландії та інших країнах 3 грудня 2024 року (видана компанією Sunborn Network Technology, торгуючи як Darkwinter Software), і у більшості європейських країн, Великій Британії, Японії, Південній Кореї, Тайвані та інших країнах 5 грудня 2024 року (видана компанією Peiyu Digital Entertainment, торгуючи як HaoPlay).

## Критика

### Китайська версія
Попередня реєстрація на китайську версію гри перевищила 4,74 мільйона гравців до виходу гри. У день запуску в Китаї, Girls' Frontline 2 зайняв друге місце серед усіх безкоштовних ігор у національних чартах.
Рецензія на китайську версію гри від «Gcores» хвалить естетику гри та якість анімації. Аналогічно, «Youxi Putao» позитивно відзначає анімацію та використання камери у експозиційних сценах гри, і вказує, що гра добре виділяється серед інших тактичних ігор з аніме-естетикою на ринку.

### Глобальна версія
6 грудня 2024 року продюсер гри Ючжунг оголосив, що два мільйони гравців приєдналися до глобального релізу гри в перший день. Гра зайняла 3-є місце в магазині Google Play і 5-є місце в App Store у Південній Кореї одразу після виходу. Згідно з «Звітом про тенденції та майбутній потенціал індустрії відеоігор Китаю 2025» від китайської аналітичної компанії CNG, глобальна версія гри заробила понад 100 мільйонів юанів (572 мільйони гривень) у перші три дні після випуску. До кінця року загальний дохід глобальної версії становив, за оцінками, 400 мільйонів юанів (2,3 мільярдів гривень). Південнокорейські ігрові ЗМІ «ThisIsGame» повідомили, що гра досягла 590 000 щомісячно активних користувачів у Південній Кореї в грудні 2024 року, що зробило її найактивнішою грою у стилі аніме в країні за цей місяць, ґрунтуючись на даних ринку, наданих корейською компанією з аналітики даних Mobile Index.
Пишучи для «ThisIsGame», Кім Сонджу приписує успіху гри в Південній Кореї різні фактори, включаючи вже існуючу популярність попередньої гри та її добре розвинену фендом-культуру, що охоплює вторинні твори та інтернет-меми, ціноутворення різних внутрішньоігрових мікротранзакцій від 20 000 до 60 000 вон, сприйняття, що розробники щиро працюють над проектом (прикладом служить увага до деталей у поведінці, як дисципліна на спусковому гачку, яке зазвичай помічають лише ентузіасти вогнепальної зброї), і знижений бар'єр складності для жанру гри, який зазвичай вважається високосложним (згадується «система влучання» серії XCOM як загальна точка розчарування в жанрі, механіка, яка помітно відсутня в Girls' Frontline 2). Він також зазначає, що багато ранніх прихильників Girls' Frontline в той час були студентами, і в 2024 році вони вже у віці від середини до кінця 20-х з більшою кількістю вільних грошей, що природно дозволяє їм частіше робити покупки в грі.
Чан Міньон, пишучи для «Sisa Journal», стверджує, що жанр покрокових тактичних ігор не є популярним на мобільному ігровому ринку, і що Girls' Frontline 2 успішно знижує звичайні бар'єри входу для цього жанру. Дес Міллер з «RPGFan» називає гру «Найкращим Сюрпризом Року» за 2024 рік, відзначаючи, що гра пропонує задовільне різноманіття в розробці персонажів і що задоволення від проходження карт вищої складності в кінці гри полягає в пошуку оптимальних командних композицій, одночасно хвалячи персонажів і написання сюжету. Макс Галлант з «GameRant» пише, що стиль гри не приверне багатьох гравців, однак вона все одно залишається приємним безкоштовним проектом з глибоким світотворенням.
Одразу після виходу гри на платформі Steam 11 лютого 2025 року версія гри, опублікована Darkwinter, отримала «дуже позитивні» відгуки користувачів Steam; тоді як версія, опублікована HaoPlay, отримала набагато більш прохолодні відгуки, маючи лише 67 % позитивних відгуків на Steam, з поширеними скаргами користувачів, включаючи високу ціну мікротранзакцій для гри на Steam порівняно з іншими платформами та окремим клієнтом для ПК, технічні проблеми з запуском на Steam і недостатню комунікацію та підготовку видавця перед виходом.